# Cambs
Cambs – miejscowość i gmina w Niemczech, w kraju związkowym Meklemburgia-Pomorze Przednie, w powiecie Ludwigslust-Parchim, wchodzi w skład Związku Gmin Crivitz. Do 31 grudnia 2013 wchodziła w skład Związku Gmin Ostufer Schweriner See.
W Cambs urodził się królewsko-polski i elektorsko-saski szambelan i rzeczywisty tajny radca Helmuth von Plessen.